# Annesofie Hartmann Nielsen
Annesofie Hartmann Nielsen (født 22. september 2000) er en dansk atletikudøver med fokus på kastediscipliner.
En personlig rekord i diskoskast på 58,30 meter blev sat i juli 2023.
Hun deltog i VM i atletik 2023 som diskoskaster.